# John Martindale
John Henry Martindale (* 20. März 1815 in Sandy Hill (heute Hudson Falls), Washington County, New York; † 13. Dezember 1881 in Nizza, Frankreich) war ein US-amerikanischer Rechtsanwalt, Unionsgeneral während des Bürgerkrieges und Politiker.

## Vor dem Bürgerkrieg
John H. Martindale war der Sohn des Kongressabgeordneten Henry C. Martindale und Minerva Hitchcock Martindale. Er wurde 1831 auf der Militärakademie in West Point (New York) aufgenommen und graduierte dort 1835. Martindale erhielt den Brevet-Rang eines Second Lieutenant, trat allerdings im nachfolgenden Jahr aus der Army aus und begann Jura zu studieren. Seine Zulassung als Anwalt bekam er 1838 und praktizierte dann in Batavia (New York). 1840 heiratete er Emeline H. Holden. Dann war er von 1842 bis 1846 und dann wieder von 1848 bis 1851 als Bezirksstaatsanwalt im Genesee County tätig. Anschließend zog er nach Rochester (New York) um.

## Im Bürgerkrieg
Im August 1861 erhielt Martindale ein Offizierspatent zum Brigadegeneral der Freiwilligen in der Unionsarmee und wurde dem V. Korps zugeteilt, das an allen Schlachten im Halbinsel-Feldzug teilnahm. Nach dem Rückzug von Malvern Hill erhielt er einen Brevet-Rang als Generalmajor der Freiwilligen und wurde zum Militärgouverneur von Washington, D.C. ernannt, was er von November 1862 bis Mai 1864 blieb. Kurz nach seiner Rückkehr auf das Schlachtfeld, kämpfte er mit dem XVIII. Korps im Bermuda Hundred Feldzug und der Belagerung von Petersburg, wo er das Korps Mitte Juli 1864 kurzzeitig kommandierte. Im September 1865 gab er auf Grund seines schlechten Gesundheitszustandes sein Offizierspatent zurück.

## Nach dem Bürgerkrieg
Als Republikaner wurde er zum Attorney General des Staates New York gewählt, ein Posten, den er von 1866 bis 1867 bekleidete. 1877 versuchte einer seiner Klienten ihn bei seinem Anwaltsbüro in Rochester zu erschießen. Er verstarb 1881 in Frankreich; sein Leichnam wurde dann in die Vereinigten Staaten überführt, wo er in Batavia beigesetzt wurde.